# Roma invicta est
Roma invicta est es una frase latina. Significa: «Roma es invencible». Alude al poder de  la República y el Imperio, sobre sus dominios. A la vez testimonia el respeto, y en el caso de algunos pueblos bárbaros el pavor, que infundía su poder militar. La capacidad táctica y estratégica de las legiones, pocas veces derrotadas y siempre capaces de retomar la ofensiva, fundamentaban este aserto. El mismo era utilizado en manera de jactancia por el  Senado y el pueblo de Roma.
- Datos: Q7361518